# Ashby (Massachusetts)
Ashby és una població dels Estats Units a l'estat de Massachusetts. Segons el cens del 2007 tenia 2.944 habitants.

## Demografia
Segons el cens del 2000, Ashby tenia 2.845 habitants, 978 habitatges, i 783 famílies. La densitat de població era de 46,2 habitants per km².
Dels 978 habitatges en un 39,6% hi vivien nens de menys de 18 anys, en un 68,6% hi vivien parelles casades, en un 7,9% dones solteres, i en un 19,9% no eren unitats familiars. En el 15,1% dels habitatges hi vivien persones soles el 5,6% de les quals corresponia a persones de 65 anys o més que vivien soles. El nombre mitjà de persones vivint en cada habitatge era de 2,89 i el nombre mitjà de persones que vivien en cada família era de 3,25.
Per edats la població es repartia de la següent manera: un 28% tenia menys de 18 anys, un 6,6% entre 18 i 24, un 31% entre 25 i 44, un 24,9% de 45 a 60 i un 9,5% 65 anys o més.
L'edat mediana era de 38 anys. Per cada 100 dones de 18 o més anys hi havia 99,1 homes.
La renda mediana per habitatge era de 61.000 $ i la renda mediana per família de 64.900$. Els homes tenien una renda mediana de 40.781 $ mentre que les dones 28.150$. La renda per capita de la població era de 21.648$. Entorn del 3,7% de les famílies i el 5,1% de la població estaven per davall del llindar de pobresa.